# Code Yōrō
Le code Yōrō (養老律令, Yōrō-ritsuryō) est une itération de plusieurs codes ou règles de gouvernement compilés au début de l'époque de Nara du Japon.  L'essentiel des travaux sur le code Yōrō est achevé en 718. 
Le code Yōrō est une révision ou modification du Code de Taihō promulgué antérieurement. Le travail de compilation commence du temps de Fujiwara no Fuhito mais le projet s'interrompt brutalement à la mort de Fuhito en 720. Le code est promulgué en 757 par Fujiwara no Nakamaro durant le règne de l'impératrice Kōken.
En termes de contenu, les différences avec le code de Taihō sont limitées. Le code lui-même, comme les autres codes ritsuryō, est à présent perdu. Cependant plusieurs documents ultérieurs (tel que le Ryō no Gige, un document du IXe siècle expliquant les lois promulguées) restent et permettent sa reconstitution.
Le code reste de fait en vigueur jusqu'à la restauration Meiji au XIXe siècle, ce qui en fait une règle d'administration millénaire.